# Isidore Lecrenier
Isidore Lecrenier (Hoei, 1823 - 1889) was een Belgisch kunstschilder.
Hij volgde onderricht aan de academies van achtereenvolgens Luik en Antwerpen.
Lecrenier schilderde vooral religieuze taferelen. Zijn werken zijn met name te vinden in het Maasbassin, zoals in de Sint-Nicolaaskerk te Luik en de Collegiale kerk Sint-Begga te Andenne. Vooral kruiswegstaties van grote afmetingen en in donkere kleuren waren zijn specialiteit. Ook medaillons voor de processiebanieren te Avin, en portretten, zoals in Herstal, zijn van zijn hand.